# Cuspidarioidea
Cuspidarioidea vormen een superfamilie van tweekleppigen uit de superorde Anomalodesmata.

## Families
- - Cuspidariidae Dall, 1886
  - Halonymphidae Scarlato & Starobogatov, 1983
  - Protocuspidariidae Scarlato & Starobogatov, 1983
  - Spheniopsidae J. Gardner, 1928